# Ricardo de Burgos Bengoetxea
Ricardo de Burgos Bengoetxea (16 maart 1986) is een Spaans voetbalscheidsrechter. Hij werd vanaf 2018 opgenomen door FIFA en UEFA en fluit sindsdien internationale wedstrijden. Hij is ook actief in de UEFA Youth League.
Op 12 juli 2018 maakte de Burgos Bengoetxea zijn debuut in Europees verband tijdens een wedstrijd tussen Ferencvárosi TC en Maccabi Tel Aviv in de voorrondes van de UEFA Europa League. De wedstrijd eindigde op 1–1.
Zijn eerste interland floot hij op 10 oktober 2019 toen Wit-Rusland 0–0 gelijk speelde tegen Estland.

## Interlands
| Datum           | Plaats             | Wedstrijd             | Uitslag | Competitie           | Kreeg geel | Kreeg voor de tweede keer geel en dus rood | Weggestuurd |
| --------------- | ------------------ | --------------------- | ------- | -------------------- | ---------- | ------------------------------------------ | ----------- |
| 10 oktober 2019 | Minsk, Wit-Rusland | Wit-Rusland – Estland | 0 – 0   | Kwalificatie EK 2020 | 2          | 0                                          | 0           |

Laatste aanpassing op 11 oktober 2019